# Niobe (film fra 1915)
Niobe er en amerikansk stumfilm fra 1915 af Hugh Ford og Edwin S. Porter.

## Medvirkende
- Hazel Dawn som Niobe
- Charles S. Abbe som Peter Amos Dunn.
- Maude Odell som Caroline Dunn.
- Marie Leonard som Helen.
- Reginald Denny som Cornelius Griffin.